# راينر فاسبيندر
راينر فيرنر فاسبيندر (Rainer Werner Fassbinder) (ولد مايو 1945 – ومات يونيو 1982) مخرج سينمائي وكاتب وممثل ألماني. يعتبر أحد أهم الشخصيات الممثلة للسينما الألمانية الجديدة بعد الحرب.
ويري البعض أنه كان نموذجا لتيار سينما المؤلف في أوروبا قبل نحو نصف قرن وأنه كان قادرا على تدمير المسلمات السينمائية. وأن طريقة إنجاز فاسبيندر لأفلامه كانت تترك انطباعا بأنه مجنون وان الألمان أطلقوا عليه «ضمير الأمة واحتقروه في نفس الوقت» محيلا إلى ما كتبته ناقدة فرنسية بمناسبة موته المبكر قائلة ان أفلامه مثلت خطوات متتابعة لقيم روحية وعزلة إنسانية في مجتمع يفتقد للتوازن الروحي.
وكان فاسبيندر متمردا على السينما السائدة ومستفزا للمؤسسات القائمة «ويؤمن بان الإنسان يمكن له ان يدمر دون ان يرمي حجارة فهو يمكنه ان يدمر المسلمات والعادات والكليشيهات (القوالب) السينمائية».
كان فاسبيندر أحد من أحيوا السينما الألمانية بعد الحرب ومنهم فيم فندرز، وهرتزوغ وشولوندروف وبيتر هاندك. واستطاعو أن يجمعوا من خلال أفلامهم بين الحرفية العالية والرؤية المبتكرة.
قدم فاسبيندر الكثير من اتجاهات التطور الخلاق في السينما الألمانية ومنحها مكانة جديدة بين السينما العالمية، وناقش فيها بجرأة شديدة صورا مدهشة للحياة في ألمانيا المعاصرة وكانت أفلامه تتميز بالتنوع الشكلي والقصصي وتركز على الفرد المقهور وتناقضات التاريخ الألماني- استنادا إلى فن الميلودراما- واحتلت أعماله مكانة الصدارة بين الأفلام الروائية الكبيرة («زواج ماريا براون» 1978، و«برلين- ميدان ألكسندربلاتس» 1980، و«لولا» عام 1981). وحصل فيلمه «شوق فيرونيكا فوس» على أكبر جائزة في مهرجان برلين السينمائي الدولي عام 1980.

## روابط خارجية
- راينر فاسبيندر على موقع IMDb (الإنجليزية)
- راينر فاسبيندر على موقع الموسوعة البريطانية (الإنجليزية)
- راينر فاسبيندر على موقع روتن توميتوز (الإنجليزية)
- راينر فاسبيندر على موقع مونزينجر (الألمانية)
- راينر فاسبيندر على موقع قاعدة بيانات الأفلام العربية
- راينر فاسبيندر على موقع ألو سيني (الفرنسية)
- راينر فاسبيندر على موقع ميوزك برينز (الإنجليزية)
- راينر فاسبيندر على موقع تيرنر كلاسيك موفيز (الإنجليزية)
- راينر فاسبيندر على موقع أول موفي (الإنجليزية)
- راينر فاسبيندر على موقع قاعدة بيانات الأفلام السويدية (السويدية)